# パリ地理学会

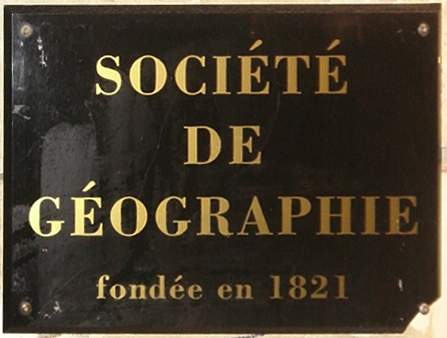
パリ地理学会のプレート

パリ地理学会（パリちりがっかい、 フランス語: Société de Géographie）は、フランス・パリに本部を置く地理学の学会。世界最古の地理学会で、1821年に設立された。1878年よりパリのサンジェルマン大通り184番地に本部を置いている。入口には「陸」と「海」を表現した2つの巨大なカリアティードがある。1879年にここでパナマ運河の建設が決まった。

## 歴史
18世紀にヨーロッパ諸国の海外進出が盛んになるにつれて、現地に赴く人々と地理学の知見を連携させる必要性が認識されるようになり、1785年にフランスで最初の地理学会創設案が作成されたが議論が煮詰まらず実現しなかった。
パリ地理学会は、1821年12月15日にパリ市庁舎で開かれた会議の場にて発足した。最初の会員は217人で、ピエール＝シモン・ラプラス（初代会長）、ジョルジュ・キュヴィエ、ジョゼフ・フーリエ、ジョセフ・ルイ・ゲイ＝リュサック、クロード・ルイ・ベルトレー、アレクサンダー・フォン・フンボルト、ジャン＝フランソワ・シャンポリオンといった当代の有力な学者らが加入した。また、ボナパルトのエジプト探検隊のメンバーであるEdme François Jomard、Conrad Malte-Brun、ジュール・デュモン・デュルヴィル、ジュール・ポール・バンジャマン・ドゥルセール、Jean-Baptiste Benoît Eyrièsらも加入していた。大旅行家で、この学会にて発表を試みなかった者は当時いなかったほど影響力の強い学会であった。
設立趣意書では、列強同士の勢力争いと関わりなく地理学の発展のために国境を越えて世界のあらゆる国の人びとが参加することが謳われており、初期のパリ地理学会は学者以外にも行政やその他分野の名士が集うコスモポリタン的性格を持ったクラブだった。1864年のナポレオン3世の海軍大臣だったシャスルー＝ローバの会長就任が転機となり、パリ地理学会はフランスの植民地政策に積極的に貢献するようになった。
19世紀には会員の数は急速に増加し、1880年には2000人に及んだ。パリ地理学会は書籍や地図の出版や探検家などへの顕彰事業、国際会議の開催など、その活動は多岐にわたる。また、地理知識の情報センターとしてジュール・ベルヌをはじめとする学会員の教育・執筆活動と連携し地理知識の大衆化に貢献した。
1913年6月18日から6月23日にパリ地理学会本部にて、オスマン帝国の衰退とアラブ・ナショナリズム（Arab nationalism）の台頭そしてパレスチナへのシオニスト移民に対するアラブ人の反応という情勢の中でアラブ会議が開かれた。

## 出版物とコレクション
学会の出版物は1822年創刊の月刊誌Bulletin de la Société de Géographie（『地理学会紀要』、1889年まで）が最初であり、19世紀のすべての発見に関する速報を8つ折り版で提供した。1900年からはLa Géographie（『地理』）の刊行に変わった。1940年から1946年には発行休止となったが、1947年に年3回発行のActa Geographica（『地理学雑誌』）が創刊した。同誌は2001年まで刊行され、同年から La Géographieに名称が戻り、2008年からはLa GéoGraphieとなった。
パリ地理学会の図書館は地図コレクションと写真コレクションが充実し、同種のコレクションでは世界でも最高水準にある。